# سیارک ۲۱۱۲۸
سیارک ۲۱۱۲۸ (به انگلیسی: 21128 Chapuis، نامگذاری:1993BJ5) بیست و یک هزار و صد و بیست و هشتمین سیارک کشف شده‌است که در ۲۷ ژانویه ۱۹۹۳ کشف شد.
قدر مطلق سیارک برابر ۵۳.۶ است.